# Эль-Чайоте
Эль-Чайоте (исп. El Chayote) — посёлок в центральной части Мексики, на территории штата Агуаскальентес. Входит в состав муниципалитета Тепесала.

## Географическое положение
Эль-Чайоте расположен в северной части штата, на расстоянии приблизительно 38 километров к северу от города Агуаскальентес. Абсолютная высота — 1928 метров над уровнем моря.

## Население
Согласно данным, полученным в ходе проведения официальной переписи 2005 года, в посёлке проживал 1701 человек (773 мужчины и 928 женщин). Насчитывалось 360 домов. По возрастному диапазону население распределилось следующим образом: 44 % — жители младше 18 лет, 46,2 % — между 18 и 59 годами и 9,8 % — в возрасте 60 лет и старше. Уровень грамотности среди жителей старше 15 лет составлял 95,2 %.
По данным переписи 2010 года, численность населения Эль-Чайоте составляла 1817 человек. Динамика численности населения посёлка по годам:
| 2000 | 2005 | 2010 |
| ---- | ---- | ---- |
| 1758 | 1701 | 1817 |